# Епархия Нахи

Расположение епархии Нахи

 Епа́рхия На́хи  (лат. Dioecesis Nahana) — епархия Римско-Католической церкви с центром в городе Наха, Япония. Епархия Нахи входит в митрополию Нагасаки. Кафедральным собором епархии Нахи является церковь Непорочного Сердца Марии.

## История
В 1947 году Святой Престол учредил Апостольскую администратуру Окинавы и Южных островов Рюкю, выделив её из апостольской префектуры Кагосимы. 18 декабря 1972 года Римский папа Павел VI издал буллу «Iaponica Terra», которой учредил преобразовал Апостольскую администратуру Окинавы и Южных островов Рюкю в епархию Нахи.

## Ординарии епархии
епископ Аполлинарис Уильям Баумгартнер — апостольский администратор Окинавы и Южных островов Рюкю (сегодня входит в состав епархии Нахи)
епископ Феликс Лей — апостольский администратор Окинавы и Южных островов Рюкю.
- епископ Пётр Батист Тадамаро Исигами OFMCap[1] (18.12.1972 — 24.01.1997);
- епископ Берард Тосио Осикава OFNConv (24.01.1997 — 09.12.2017);
- епископ Уэйн Фрэнсис Берндт (09.12.2017 — по настоящее время).

## Источник
- Annuario Pontificio, Libreria Editrice Vaticana, Città del Vaticano, 2003, ISBN 88-209-7422-3
- Булла Iaponica Terra, AAS 65 (1973), стр. 125  (лат.)